# Histoire de Monaco

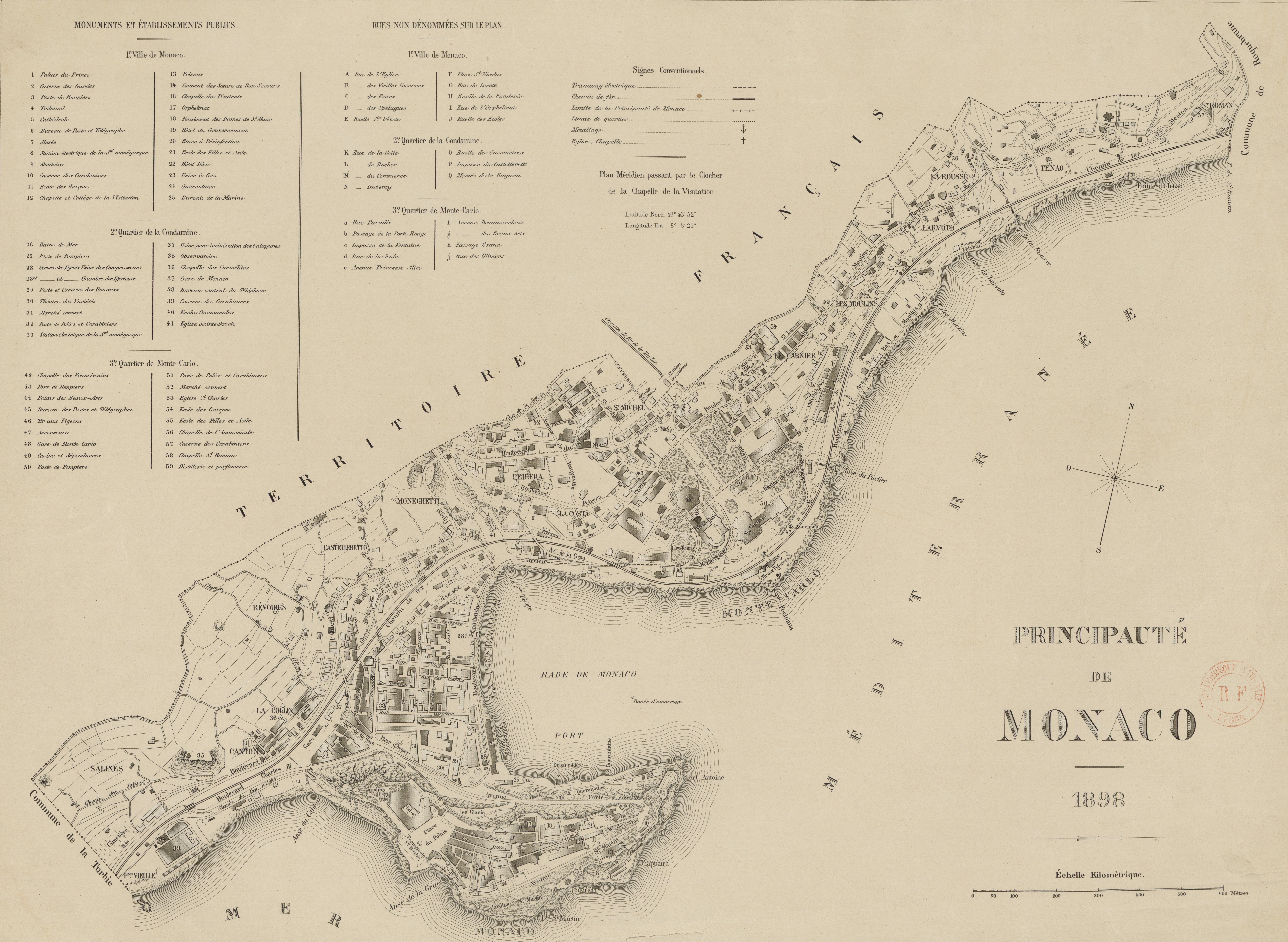
Carte représentant la principauté de Monaco en 1898.

L'histoire de Monaco remonte à la fin paléolithique inférieur. La Cité-État ou micro-État souverain de Monaco, ayant actuellement le statut de principauté indépendante, est liée à la dynastie des Grimaldi depuis 1297.

## Préhistoire
Monaco a servi d’abri aux premiers habitants de la région à partir de la fin du paléolithique inférieur, environ −300 000 ans. Des ossements d’animaux ayant servi de nourriture à ces hommes préhistoriques ont été retrouvés dans une caverne du Jardin exotique. Des fouilles ont également révélé la présence d’un bassin dans la grotte de l’Observatoire et dans la grotte du Prince. La présence humaine est attestée au Paléolithique moyen (- 50 000 ans) et au Paléolithique supérieur (- 20 000 ans). À partir de 1500 av. J.-C., les traces d’œuvre d’art (gravure, sculpture) sont trouvées dans des grottes. Les sépultures funéraires, individuelles ou collectives, deviennent de plus en plus nombreuses. La sépulture des sujets dits « de Grimaldi » date de cette époque et contient une femme et un adolescent.

## Antiquité
D’après l’historien Diodore de Sicile et le géographe Strabon, les premiers habitants sédentaires étaient des Ligures qui ont émigré depuis la ville de Gênes en Italie. Cependant, l’ancienne langue ligure, non issue des langues indo-européennes, n’était apparentée ni au dialecte italien parlé aujourd'hui par les habitants de Ligurie, ni au monégasque moderne. Cette avancée à Monaco aurait pu être l’ouverture maritime d’un peuple ligure situé à l’intérieur des terres.
Les Phocéens de Marseille (alors Massalia) ont fondé la colonie de Monoïkos au VIe siècle av. J.-C. à l’endroit où se trouve maintenant Monaco. Monoïkos était associée à Hercule, adoré sous le nom Hercules Monoecus, Monoecus signifiant « qui vit seul » en grec. D’après les travaux d'Hercule mais également selon Diodore de Sicile et Strabon, les Grecs et les Ligures ont rapporté qu’Hercule était passé par la région.
Après la Guerre des Gaules, Monoecus, où Jules César s’est arrêté en se rendant en Grèce, est passé sous contrôle romain au sein de la province de Gaule narbonnaise. Dans L'Énéide (VI.831), le poète Virgile mentionnait déjà le rocher de Monaco. Le grammairien Maurus Servius Honoratus affirme que le terme Monaco dérive de cette origine : « dictus autem Monoecus vel quod pulsis omnibus illic solus habitavit » (« Hercule a écarté tout le monde et vivait là seul ») et « vel quod in eius templo numquam aliquis deorum simul colitur » (« dans son temple, nul autre dieu n’est vénéré au même instant »). Le nom du port de Monaco est également mentionné dans L'Histoire naturelle de Pline l'Ancien (III.V) et dans les Historiae de Tacite (III.XLII) lorsque Valens, soutien de Vitellius a été forcé d’y faire escale « Fabius Valens e sinu Pisano segnitia maris aut adversante vento portum Herculis Monoeci depellitur » (« Fabius Valens, à la sortie du golfe de Pise, fut, par une mer calme ou un vent contraire, forcé [de faire relâche] au port d'Hercules Monoecus »).

## Moyen Âge
Monaco est resté sous domination romaine jusqu’à l’effondrement de l’Empire romain d'Occident en 476. L’endroit a ensuite été occupé et ravagé par les Sarrasins et diverses tribus barbares. Alors que Monaco était pratiquement dépeuplé, les Sarrasins en furent expulsés en 975 et, au XIe siècle, l’endroit était de nouveau peuplé par des Ligures.
En 1191, l’empereur romain germanique Henri VI concéda la souveraineté sur Monaco à la ville de Gênes, d’où sont originaires les Ligures. Le 10 juin 1215, un détachement de Gibelins (partisans de l'empereur) menés par Fulco de Castello commença la construction d’une forteresse sur le rocher de Monaco. Cette date marque le début de l’histoire moderne de la principauté de Monaco.
Cette forteresse, pour les Gibelins, était stratégique pour contrôler la région face au parti adverse des Guelfes (parti soutenant le pape). Ils établirent également des habitations à la base du Rocher afin d’appuyer les garnisons. C'est pour attirer les habitants de Gênes et des villes environnantes, qu'ils offrirent des terres et exonérèrent de taxes les nouveaux arrivants.

### Débuts de la dynastie Grimaldi

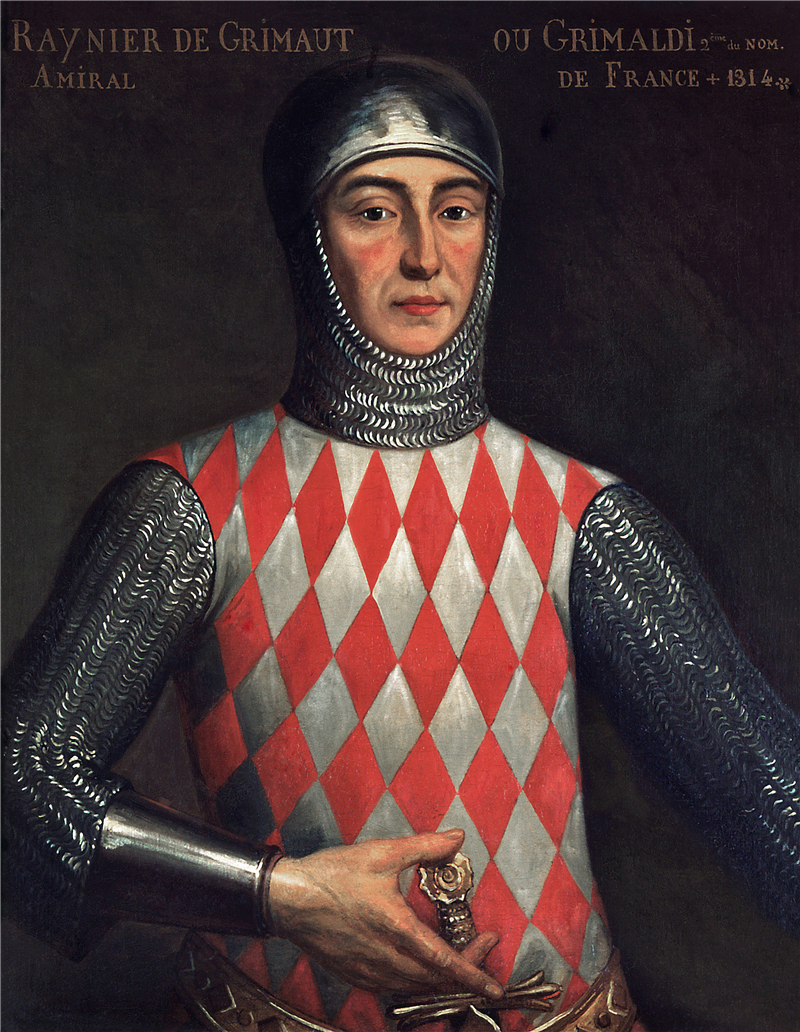
Rainier Ier Grimaldi.

Monaco est gouverné par la dynastie des Grimaldi depuis une légende sur le fondateur François Grimaldi dit Malizia (François la Malice), descendant d'Otto Canella, consul de Gênes en 1133 : selon cette légende, dans la nuit du 8 au 9 janvier 1297, le guelfe François Grimaldi, ne disposant que d'une petite armée, s'empare de la forteresse par la ruse. Déguisé en moine franciscain (par coïncidence, « monaco » veut dire moine en italien), il pénètre avec un de ses compagnons (lui aussi vêtu d'une bure de moine) dans la forteresse sans attirer la méfiance, pouvant ainsi ouvrir à ses soldats qui s'en emparent facilement. De cet épisode naît son surnom, Malizia, et les armes de Monaco : deux franciscains armés d'une épée. Mais les guelfes sont défaits, François et son cousin Rainier Ier de Monaco doivent quitter le 10 avril 1301 la forteresse, alors reprise par les Génois. Charles II d'Anjou donne en compensation à Rainier Ier les châteaux de Villeneuve, de Vence et de Cagnes, les Grimaldi s'exilant en Provence et s'appuyant désormais sur le Roi de France.
Rainier Ier, au service de Philippe le Bel, commande une flotte de galères et vainc les Hollandais à Zieriksee (1304). Il est nommé grand amiral de France. Père de Charles Ier, il fonde la dynastie Grimaldi qui sert fidèlement la monarchie française durant les siècles qui suivront. L’autorité des Grimaldi est définitivement reconnue en 1314 (date à laquelle Charles Grimaldi porte le titre de seigneur de Monaco même s'il n'y règne qu'à partir de 1331), et s’est perpétuée jusqu’à aujourd’hui à la seule exception de la période de 1793-1814 pendant laquelle Monaco fut intégrée à la France, sous le nom de Fort-Hercule. En 1346 les Grimaldi acquièrent la seigneurie de Menton et en 1355 celle de Roquebrune. Ces seigneuries, avec celle de Monaco, constituent le territoire de la Principauté de 1633 à 1848.

### Luttes contre Gênes
Reprenant la lutte contre Gênes, Charles Ier occupe la ville, le 12 septembre 1331, et se voit reconnaître « Seigneur de Monaco » en 1342.
Pendant qu'il acquiert la seigneurie de Menton en 1346, la même année, Charles sert parallèlement la couronne française en menant une compagnie d'arbalétriers à la bataille de Crécy, et tente de secourir par mer le camp français lors du siège de Calais.
Puis, en 1355, il obtient la seigneurie de Roquebrune. Mais en 1357, il meurt durant le siège mené par le Génois Simone Boccanegra. La totalité de la principauté est alors réunie à Gênes, à l'exception de Menton, défendue par Rainier II, le fils de Charles, qui reconquiert rapidement Roquebrune.
Les fils de Rainier II (Ambroise, Antoine et Jean) reprennent « Le Rocher » et seront tous coseigneurs (institution peu fréquente au Moyen Âge). Jean conserve ensuite seul Monaco et La Condamine. Il lutte continuellement contre Gênes. Son fils, Catalan, ne lui survit que trois ans, et sa petite-fille Claudine épouse en 1465 un Grimaldi d'Antibes, Lambert. Celui-ci obtient en 1489 la reconnaissance de son indépendance par le roi de France et le duc de Savoie. Gênes tente un dernier siège en 1509, mais devant une résistance victorieuse, renonce définitivement à Monaco.

## Époque moderne
Lucien meurt assassiné en 1523 par son cousin Barthélemy Doria. Il ne laisse qu'un fils en bas âge, Honoré, dont la tutelle est confiée à son oncle Augustin, évêque de Grasse, qui fut reconnu seigneur. Augustin ne trouvant pas auprès de François Ier l'appui auparavant octroyé aux Grimaldi, place le Rocher sous protectorat impérial et espagnol (Charles Quint) en 1524. Un accord de 1605 établit la présence d'une garnison espagnole à Monaco.
Le petit-fils d'Honoré, Honoré II, marquis de Campagna, mis sous la tutelle du prince de Valdetare, prend le titre de prince en 1612. Il retourne à l'alliance française par le Traité de Péronne du 14 septembre 1641 et négocié auprès de Richelieu. Le prince expulse manu militari la garnison espagnole, et obtient le duché de Valentinois (Dauphiné), le comté de Carladès (Auvergne) et le marquisat des Baux (Provence). Ces nouvelles sources de revenus, plus l'économie faite sur l'entretien de la garnison espagnole, permettent l'embellissement du palais.
Louis Ier commande son régiment Monaco-Cavalerie et obtient l'ambassade auprès du Saint-Siège jusqu'en 1701.

## Révolutions
Après la nuit du 4 août 1789, les princes de Monaco perdent toutes leurs possessions françaises, et les revenus qui en proviennent.
Le 29 septembre 1792, l'armée du Midi envahit le comté de Nice
La Société populaire milite pour le rattachement à la République, décidée par la Convention le 15 février 1793.
De 1793 à 1814, Monaco est donc intégrée à la France, sous le nom de Fort d'Hercule. Elle fait partie des Alpes-Maritimes, puis est rattachée à l'arrondissement de Sanremo.
Un membre de la famille, Marie-Thérèse de Choiseul-Praslin, périt guillotinée à 27 ans, en compagnie du poète André Chénier en 1794. D'autres membres de la famille servent dans l'armée révolutionnaire.
Le traité de Paris du 30 mai 1814 replace Monaco dans la situation de 1789. Mais alors qu'Honoré IV arrive sur le Rocher en mars 1815 pour en prendre possession, il est arrêté par le général de Napoléon Pierre Cambronne : c'est le début des Cent-Jours.
Monaco est ensuite placé sous protectorat du royaume de Sardaigne au deuxième traité de Paris (20 novembre 1815), confirmé par le traité de Stupinigi en 1817.
Jusqu'en 1847, la principauté de Monaco occupait une superficie de 24,5 km2 et comprenait trois communes : Monaco (1 250 habitants), Roquebrune (aujourd'hui Roquebrune-Cap-Martin) (850 habitants) et Menton (4 900 habitants). La partie la plus vaste et la plus riche de la principauté était la plaine mentonnaise, avec ses cultures d'agrumes et d'oliviers, le commerce extérieur reposant essentiellement sur les exportations d’huile et de citrons. Mais, pendant le mouvement révolutionnaire de 1848, Menton et Roquebrune proclamèrent la déchéance des Grimaldi et se proclamèrent « villes libres » sous la protection du royaume de Sardaigne. 
En 1860, par le traité de Turin, le Piémont-Sardaigne cède le comté de Nice à la France après le soutien de Napoléon III à un début d'unité italienne. Comme Nice, les villes libres de Menton et Roquebrune votèrent leur rattachement à la France, qui fut entériné par le traité franco-monégasque de 1861 qui prévoyait une dotation de la France pour la principauté de quatre millions de francs or,,. La surface de la principauté fut ainsi réduite de plus de 90 %, ce qui entraîna la perte de ses principaux revenus agricoles. Mais dès lors, Monaco échappait au protectorat de 1815 et l'indépendance de Monaco était formellement reconnue, en dehors de toute protection de la France ou de l'Italie.

## Seconde moitié duXIXe
Ce dernier traité prévoyait l'aide de la France pour la construction de la Moyenne corniche, et le passage du chemin de fer sur le territoire monégasque et la construction de deux gares.
C'est alors que le prince Charles III eut l'idée de créer des jeux de casino (interdits dans les pays voisins), ce qui allait permettre à la principauté, en s’enrichissant, de se développer rapidement. En 1863, il accorda le privilège d’exploiter le casino, les hôtels et le théâtre à François Blanc, fondateur de la Société des Bains de Mer et du Cercle des Étrangers afin d'apporter des revenus à la Cour.

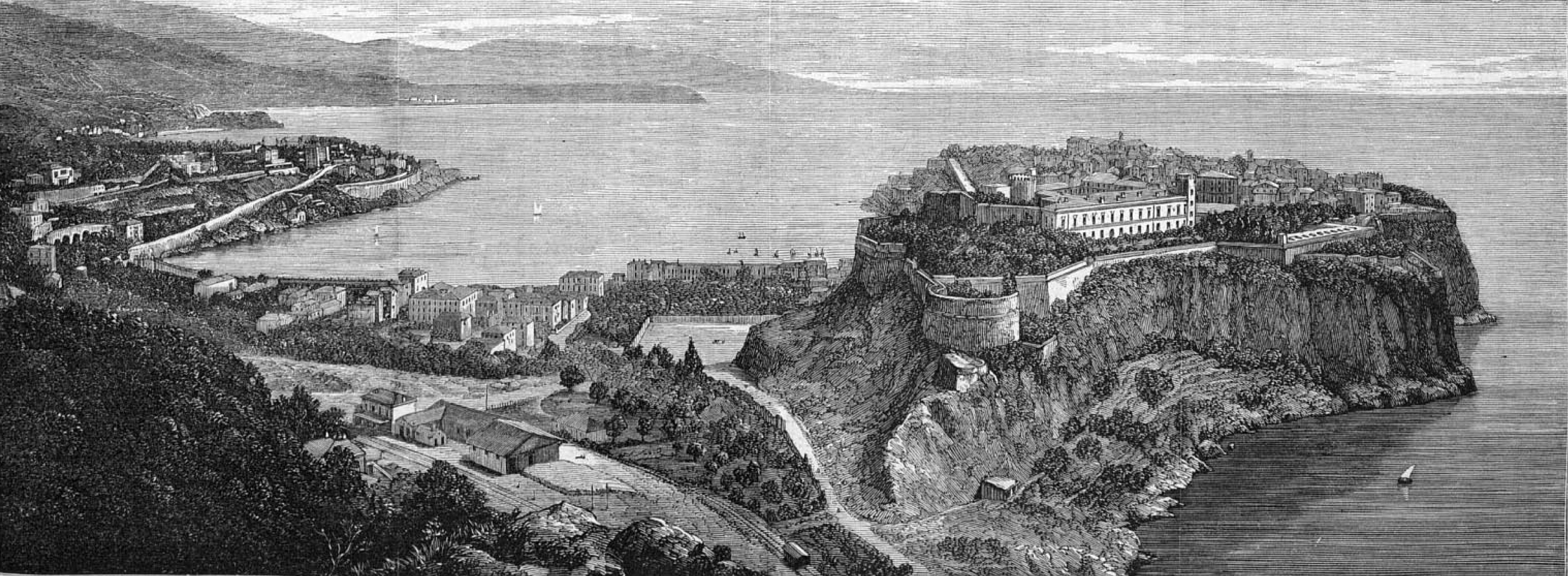
Panorama de Monaco, année 1874.

En 1866, Charles III, qui impulse tous ces travaux, renomme le quartier des Spélugues Monte-Carlo en son propre honneur. L'achèvement du chemin de fer Nice-Vintimille en 1868 en assure la prospérité. Il fonde une administration des Postes, qui édite ses propres timbres dès 1885, obtient du Saint-Siège la création d'un évêché, ouvre des consulats à l'étranger.
Enfin, en 1869, Charles III supprima les impôts personnels, fonciers et mobiliers, ce qui entraîna une intense activité de construction. Ceci permet la construction d'un opéra en 1869, de plusieurs musées, la fondation de l'institut océanographique en 1906.
Le premier rallye de Monte-Carlo a lieu en 1911.
En 1910 éclate la révolution monégasque. Le prince de Monaco disposait alors des pleins pouvoirs (monarchie absolue) jusqu’à l’octroi de la constitution du 5 janvier 1911, qui fait du pays une monarchie constitutionnelle.

## Première Guerre mondiale et le traité franco-monégasque de Paris de 1918
Le prince Louis sert comme capitaine dans la 1re armée française puis à l'état-major de la 5e armée. Il est plusieurs fois cité, reçoit en 1915 la croix de guerre avec palmes et l'année suivante est promu chef d'escadron.
Le 17 juillet 1918, un traité secret est signé secrètement, entre la France et la Principauté. Il ne sera révélé publiquement qu'à la conférence de la Paix en 1919.
Le traité, part intégrante du traité de Versailles, limite considérablement sa souveraineté extérieure. L'article 1 spécifie que : 
« Le gouvernement français assure à la principauté de Monaco la défense de son indépendance et de sa citoyenneté » tandis que « son altesse le Prince de Monaco s'engage à exercer ses droits de souveraineté en parfaite conformité avec les intérêts politiques, militaires, navals et économique de la France »
L'article 2 précise : 
« Les mesures concernant les relations internationales de la Principauté devront toujours faire l'objet d'une entente préalable entre le gouvernement princier et le gouvernement français »
Ce traité se rapproche des contraintes d'un protectorat sauf qu'il n'y pas comme dans les protectorats français d'alors (Tunisie ou Maroc) un résident français avec pouvoir exécutif.
Mais l'article 3 précise : 
« En cas de vacances de la couronne notamment faute d'héritiers directs ou adoptifs, le territoire monégasque formera sous le protectorat de la France, un État autonome sous le nom d'État de Monaco »
En effet, la France semblait avoir une inquiétude dynastique: le prince Louis II, âgé alors de 48 ans, n'avait pas d'héritiers. La couronne risquait donc de revenir à la descendance d'une sœur de Charles III, la famille allemande Wurtemberg-Urach.

## Entre-deux-guerres
En 1921, le prince Albert Ier est accueilli à la Maison-Blanche par le président Harding. La Société américaine de géographie et l'Académie nationale des sciences des États-Unis lui décernent leur médaille respective. Le prince est alors membre de plusieurs académies et docteur honoris causa de nombreuses universités. Il meurt à Paris le 26 juin 1922 et son fils Louis lui succède sur le trône. Cette même année, celui-ci a été fait général de brigade de l'armée française (il sera fait général de division en 1939).
La guerre avait affaibli les revenus de la Société des bains de mer. Mais en 1933, la principauté perd aussi son monopole sur les jeux de la Côte d’Azur, la loi française du 31 mai 1933 prévoyant que les jeux relèvent du seul monopole d'État.
Louis II souhaite développer sa principauté en s'appuyant sur les loisirs. Le premier Grand Prix automobile de Monaco se déroule en 1929. Les années suivantes, il attirera plus de 100 000 spectateurs. Des personnalités comme le roi Gustave V de Suède, le maharadjah de Kapurthala ou l'homme d'État britannique Lloyd George séjournent à Monaco. Les avantages fiscaux attirent également les compagnies internationales. En 1934, deux cents sociétés par actions y sont domiciliés.

## Seconde Guerre mondiale: «une étrange neutralité»
Monaco est neutre au début de la Seconde Guerre mondiale même si elle entretient déjà des liens financiers importants avec le Troisième Reich, liens qui se poursuivront tout au long de la guerre. La principauté échappe d'abord à une occupation italienne, le prince Louis II se rapprochant du régime de Vichy, adoptant ainsi les mêmes lois sur les Juifs. 
Après le débarquement allié en Afrique du Nord provoquant l'invasion de la zone libre française par les forces de l'Axe, Monaco est occupée par les Italiens en novembre 1942, puis par les Allemands peu de temps après le 8 septembre 1943 après la reddition italienne. Elle est libérée par les troupes américaines et les FFI dans les premiers jours de septembre 1944.

## Après-guerre
Le prince Rainier III accède au trône après la mort de son grand-père le prince Louis II en 1949.
Aynard Guigues de Moreton de Chabrillan, qui avait revendiqué le trône princier de Monaco en 1925 à la suite de l'adoption officielle de Charlotte Louvet (devenue princesse Charlotte de Monaco), renouvelle sa revendication en 1949 au décès du prince souverain Louis II de Monaco.
Durant les années 1950, Antoinette de Monaco, sœur de Rainier III, intrigue pour pousser son fils Christian vers le trône et des scandales qui éclatent dans la Principauté (krach de la Société de banques et des métaux précieux) favorisent initialement ses desseins mais Rainier réaffirme son pouvoir en suspendant la constitution le 29 janvier 1959 et en dissolvant le Conseil national et communal.
Souhaitant une souveraineté totale pour sa principauté, Rainier III se rapproche des États-Unis, veut que le Traité d'amitié protectrice de 1918 soit réaménagé et que la Convention de 1930, qui octroie à la France des prérogatives considérables dans la gestion des affaires monégasques, soit renégociée, ce qui provoque des tensions avec le gouvernement français comme l'attestent des notes de diplomates qui le qualifient d'« anti-français ». De plus, lorsqu'il épouse le 15 avril 1956 la citoyenne américaine Miss Grace Kelly, il doit demander préalablement l'autorisation au gouvernement français en vertu du traité de 1918 (l'accord pour le mariage est donné par l'ambassadeur de France à Washington Maurice Couve de Murville), ce qui ne fait que renforcer la volonté du prince de s'affranchir de la tutelle française. Pour ce faire, alors que l'économie de la principauté est encore peu développée et affaiblie par la Seconde Guerre mondiale, Rainier favorise l'expansion économique qui accompagne le développement urbain de la principauté, notamment à travers l’implantation de filiales de sociétés étrangères par la création d’une société d’État, la Monaco economic development corporation ou la formation d'un pavillon neutre donné à la flotte d'Aristote Onassis, alors Société des bains de mer de Monaco.
Tous ces projets inquiètent les autorités françaises qui trouvent ainsi un prétexte pour renégocier la Convention du 23 décembre 1951 (convention de voisinage et d'assistance administrative mutuelle en matière douanière, fiscale, d'assistance administrative) : l’Ordonnance Images et Sons proclamée le 14 janvier 1962 par le prince Rainier III permet à Radio Monte-Carlo (RMC) et Télé Monte-Carlo (TMC) d'échapper au contrôle financier indirect par l'État français, effectif depuis 1955. En effet, l'ordonnance offrait aux fonds d'investissement monégasques la possibilité de reprendre le contrôle de leurs deux moyens d'information, dont la couverture régionale, limitée, pouvait cependant permettre de véhiculer des idées différentes de celles de l'ORTF. Dans la nuit du 23 au 24 janvier, Rainier congédie brutalement le ministre d'État de Monaco Émile Pelletier alors que ce dernier était venu lui demander le retrait de cette mesure unilatérale et avait exigé la révision des relations franco-monégasques qui étaient jusqu'alors régies par la Convention de 1951. Le 25 janvier, Rainier abroge cette ordonnance mais le gouvernement français se saisit de l'incident de ce limogeage pour entamer une épreuve de force avec la principauté.
Enfin, lors de l'exode des Pieds-Noirs à l'issue de la guerre d'Algérie, des centaines de riches familles pieds-noirs s'établissent en principauté et placent leurs fonds dans les banques monégasques, à la demande verbale des autorités françaises mais sans que le général de Gaulle soit informé de cet accord.

## Crise avec la France et nouvelle constitution (1962)
Malgré des concessions de la part de la principauté, la France rompt le 3 avril les négociations commencées le 23 mars relatives à l'imposition fiscale et lève tous les intérêts de la principauté. Le gouvernement français dénonce alors plusieurs conventions entre les deux pays, rend irrégulière l'installation des Français dans la principauté et limoge le directeur de RMC, jugé trop proche des Américains, pour le remplacer par un gaulliste. Les négociations reprennent en septembre mais de Gaulle fixe un ultimatum au 11 octobre. En effet, le délai de préavis de six mois pour la caducité de la Convention de 1951 qui court du 12 avril 1962 vient à expiration le 11 octobre. Malgré cet ultimatum, des désaccords persistent sur les impôts des résidents français, des sociétés travaillant avec la France et les négociations n'aboutissent pas.
Dans la nuit du 12 au 13 octobre 1962, de Gaulle décide d'un « blocus de Monaco » et envoie une escouade de douaniers à la frontière franco-monégasque, provoquant dès le lendemain des embouteillages importants, et menace d'envoyer des chars,,. L'envoi de courrier doit aussi se faire désormais au tarif international : l'union frontalière est désormais rompue alors que les privilèges pour les Français habitant Monaco sont réduits à néant.
Finalement, les négociations reprennent, la pression française et la volonté de donner une image plus moderne de la Principauté conduisant à l'adoption d'une nouvelle constitution en décembre 1962. Elle abolit la peine de mort, accorde le droit de vote des femmes, met en place un Tribunal suprême garantissant les libertés fondamentales et fait adopter le budget par le Conseil national. Les négociations avancent, comme en témoigne le « cordon douanier » autour de la Principauté, levé le 14 avril 1963, et elles débouchent finalement sur des conventions (de voisinage, fiscale, douanière, postale, téléphonique, pharmaceutique…) signées en bloc le 18 mai 1963 : Monaco récupère l'ensemble de ses privilèges, ainsi qu'un renforcement de sa souveraineté, et ce malgré de très importantes concessions surtout d'ordre fiscal concernant les revenus des sociétés du Rocher (impôt sur les bénéfices pour les sociétés qui réalisent plus de 25 % de leur chiffre d’affaires hors de Monaco), les opérations financières monégasques et l'imposition des Français vivant dans la principauté, sauf s’ils peuvent justifier de cinq ans de résidence (les Français installés à Monaco après le 1er novembre 1957 perdent tout avantage fiscal).
Le film Grace de Monaco d'Olivier Dahan sorti en 2014 se concentre sur cette crise, qui est cependant fortement dramatisée pour la fiction.

## Depuis les années 1970
En 1971, la première pierre du quartier de Fontvieille, quartier gagné sur la mer, est posée qui permettra d'augmenter de 20% la superficie du territoire monégasque en gagnant sur la mer.
En 1982, la princesse Grace de Monaco, épouse de Rainier III et mère de l’actuel prince de Monaco (Albert II) se tue dans un accident sur la route qui relie La Turbie à Cap d'Ail (et non sur celle où elle avait jadis tourné dans le film La Main au collet, comme cela est souvent cru). Sa fille Stéphanie de Monaco survit à cet accident.
En 1993, Monaco devient officiellement membre des Nations Unies.
En 2002, un nouveau traité entre la France et Monaco dispose que la principauté restera un État indépendant dans le cas où il n'y aurait pas de descendant dans la dynastie.
En 2004, la principauté de Monaco rejoint le Conseil de l'Europe après de nombreuses tractations et une modification de la loi électorale rendant systématique une représentation de l’opposition au Conseil national par un mode de scrutin ayant une composante proportionnelle.
À la mort du Prince Rainier III, survenue le 6 avril 2005, son fils Albert II, âgé de 47 ans et jusque-là prince héréditaire et marquis des Baux, devient prince souverain. Les cérémonies marquant son avènement se déroulent le 12 juillet 2005, celles de son intronisation officielle le 19 novembre 2005. Le 1er juillet 2011, le prince se marie avec la Sud-Africaine Charlene Wittstock (1978-).
Le prince ayant deux enfants jumeaux dont un garçon prénommé Jacques le 10 décembre 2014, celui-ci devient l’héritier du trône et non plus sa sœur aînée Caroline.